# Albert-Einstein-Gymnasium (Frankenthal)
Das Albert-Einstein-Gymnasium, abgekürzt AEG, in Frankenthal (Pfalz) ist eine städtische Schule, die, aus einem Gymnasium entstanden, für alle fachlichen Richtungen offen ist. Seit 1999 ist es eine der BEGYS-Projektschulen und seit 2010 eine der Medienkompetenz-macht-Schule-Projektschulen in Rheinland-Pfalz.
Im September 2010 besuchten 1300 Schüler die Schule, eingeteilt in 32 Klassen und 25 Stammkurse. Sie wurden von 95 Lehrern unterrichtet.

## Geographische Lage
Das AEG liegt südöstlich der Kernstadt am Parsevalplatz auf 93 m Höhe. Direkt westlich benachbart ist das Karolinen-Gymnasium.

## Geschichte

### Von der Lateinschule zum Progymnasium
Lateinschulen haben in Frankenthal eine lange Tradition, die bis in die Zeit der Stadtgründung im Jahr 1577 zurückreicht. In der königlich-bayerischen Zeit nach 1816 war in der Regel ein Besuch der Gymnasien in Speyer oder Zweibrücken Voraussetzung zum Besuch der Universität.
Schließlich wurde 1894 ein Progymnasium eingerichtet, das bis zum Zweiten Weltkrieg bestand. Wenige Jahre nach seiner Gründung erhielt es einen repräsentativen Bau im Neumayerring am Speyerer Tor. Ausführender Architekt war Albert Speer aus Mannheim. Er entwarf einen stattlichen dreigeschossigen Walmdachbau mit Stilelementen der Neurenaissance und des Jugendstils. 1903 war der Bau fertiggestellt. Gemeinsam mit dem gegenüberliegenden „Elefanten“, 1904 ebenfalls von Speer gezeichnet, prägt das Gebäude die südliche Einfahrt zum Neumayerring und den Beginn der Innenstadt.
Das Schulgebäude wurde im Zweiten Weltkrieg beschlagnahmt und bis Kriegsende als Leitstelle der Flugabwehr genutzt. Das Progymnasium wurde bis 1948 durch eine Realschule abgelöst; in dem Gebäude befindet sich heute die Tom-Mutters-Schule.

### Gymnasium seit 1948
Im Jahr 1948 wurde die Realschule zum Neusprachlichen und Mathematisch-Naturwissenschaftlichen Gymnasium aufgestockt. Es bezog zunächst das Gebäude des vormaligen Progymnasiums am Speyerer Tor. Unterrichtet wurde anfangs im Schichtbetrieb, da andere Frankenthaler höhere Schulen durch Bombenangriffe zerstört oder beschädigt waren und ebenfalls Räume benötigten. 1960 erfolgte der Umzug in den Neubau am Parsevalplatz.
Ende der 1960er Jahre gab es Bestrebungen, den überlangen Namen der Schule durch einen kürzeren, beziehungsreicheren zu ersetzen. Per Ministererlass erhielt die Schule den Namen Albert-Einstein-Gymnasium nach dem Physiker Albert Einstein. Viele Schüler hatten dagegen, kurz nach der Mondlandung von Apollo 11, den Astronauten Neil Armstrong als Namensgeber befürwortet. Im örtlichen Sprachgebrauch wird die Schule nur kurz das AEG genannt.
Bis zur Einführung der Koedukation im Jahr 1971 war das AEG ein Gymnasium für Jungen, wobei der naturwissenschaftliche Zweig der Oberstufe auch von Mädchen des benachbarten Karolinen-Gymnasiums besucht wurde. Anfang der 1970er Jahre wurden die ersten Erweiterungsbauten mit weiteren Klassenräumen, Musik- und Filmsaal zwischen den beiden Gymnasien eingeweiht.
Mit dem Schuljahr 1974/75 wurde die Mainzer Studienstufe (MSS) eingeführt. Dem Bau der Schulbibliothek, gemeinsam mit dem Karolinen-Gymnasium, fiel das Freilichttheater zum Opfer. 1986 wurde die Schule durch einen weiteren Bau in östlicher Richtung vergrößert.
Ab dem Schuljahr 2021/22 erhielt das Gymnasium eine weitere dreistöckige Erweiterung mit Fachsälen der Wissenschaft und der Musik. Hierfür musste die baufällige Gymnastikhalle der Schule weichen.

### BEGYS, LEA und PES
Für besonders begabte Schüler wurde 1999 eine BEGYS-Klasse eingerichtet. Das Projekt Begabtenförderung am Gymnasium mit Verkürzung der Schulzeit (BEGYS) verkürzt den Schulbesuch auf acht Jahre, wobei die Klassenstufe 9 im Klassenverband übersprungen wird. Die erste Klasse des Projekts hat 2005 ihre Abiturzeugnisse erhalten.
Weitere Projekte der Schule sind Lernen durch eigenverantwortliches Arbeiten (LEA) seit dem Schuljahr 1998/99 und Projekt Erweiterte Selbstständigkeit (PES) seit 2003/04. Hintergrundinformationen gibt auch die Website der Schule.
Das heutige Albert-Einstein-Gymnasium ist, wie inzwischen alle rheinland-pfälzischen Gymnasien, offen für alle fachlichen Richtungen.

### Bekannte Schüler und Lehrer
Schüler, die das Abitur am AEG absolviert haben, sind beispielsweise die Landtagsabgeordneten Christian Baldauf und Martin Haller, die Sportler Peter Lang und Christoph Fuhrbach, der Physiker Manfred Holz, der Autor Walter Landin sowie Theo Wieder, Oberbürgermeister (2000–2015) von Frankenthal und Bezirkstagsvorsitzender. Der Grafiker und Maler Paul in den Eicken (damals Paul Heinrich Köppchen) besuchte die Schule seit Januar 1959; er verließ sie im April 1962 mit der Mittleren Reife.
Einer der ersten Rektoren der damaligen Lateinschule war der Schweizer Geistliche Johann Jakob Redinger. Zu den Lehrern gehörten die Künstler und Kunsterzieher Erwin Wortelkamp und Elmar Worgull. Der katholische Pfarrer und Religionslehrer Raymond Arnette wurde regelmäßig mit vielen Stimmen auch der protestantischen Schüler zum Vertrauenslehrer wiedergewählt. Von 1959 bis zu seinem Ruhestand war der Linguist und Komponist Stephan Cosacchi an der Schule als Musiklehrer tätig.
An der Vorläuferinstitution des AEG, dem Progymnasium Frankenthal, absolvierte der Berg-, Ski-, Sport- und Naturfilmpionier Arnold Fanck die Mittlere Reife, bevor er in Freiburg im Breisgau sein Abitur bestand.

## Architektur und Kunst am Bau
Das Albert-Einstein-Gymnasium wurde 1959/60 am heutigen Standort erbaut und 1960 eingeweiht. Es ist ein unverkleideter Betonskelettbau, in den Fassaden- und Fensterelemente eingehängt sind. Die großflächigen grauen Wände aus Sichtbeton im Innern erhielten durch verschiedene Kunstkurse eine freundlichere Gestaltung. Auch das Äußere, früher rein weiß und betongrau, erfuhr durch Farben mehr Auflockerung; dazu gehört auch das großformatige Logo der Schule an der Nordfassade. Der quaderförmige Baukörper hat einen quadratischen Lichthof.
In diesem befinden sich die Hauptwerke der Kunst am Bau, die sich jedoch durch den ganzen Bau zieht. Es sind Werke von Professor Arnold. Leitthema ist die griechische Theseus-Sage. Ein rot gepflasterter Ariadnefaden führt von hier zur Turnhalle. Stein des Anstoßes war für viele allerdings die rostige Plastik des Minotauros aus Eisenschrott. 1989 griff der Bildhauer Rudi Pabel das Thema erneut auf und schuf eine Figurengruppe im Zentrum des Innenhofs.

## Schulische Ausrichtung und Partnerschulen
Es werden folgende Fremdsprachen angeboten:
- Englisch als 1. Fremdsprache ab dem 5. Schuljahr; Grund- oder Leistungskurs im Abitur
- Französisch oder Latein als 2. Fremdsprache ab dem 6. Schuljahr; Grund- oder Leistungskurs
- Französisch, Latein, Russisch, Spanisch, Italienisch als 3. Fremdsprache ab dem 9. Schuljahr

Die Schule verfügt über Partnerschulen, mit denen folgende Austauschprogramme stattfinden:
- 8. Klassen mit den Niederlanden
- 9. Klassen mit Frankreich (zwei Austauschprogramme)
- 10. Klassen mit Ungarn
- 10. Klassen mit USA (1/2 Jahr)
- 11. Jahrgangsstufe mit USA
- 11.–12. Jahrgangsstufe mit Russland

Mit dem Karinthy Frigyes Gimnázium im ungarischen Budapest besteht eine langjährige Partnerschaft. – Eine Graswurzelpartnerschaft unterhält die Schule seit 2007 mit der Sekundarschule École Ste. Bernadette in Kamonyi im Distrikt Kamonyi in Ruanda.

## Trivia
Mittels Solarzellen auf dem Flachdach erzeugt die Schule heute einen Teil der benötigten Energie selbst.
Durch das ehemalige Unternehmen AEG erhielten Schulmannschaften des Albert-Einstein-Gymnasium in früherer Zeit Unterstützung, z. B. Trikots.